# 海陸控股
海陸控股有限公司，簡稱海陸控股（英語：Hai Leck Holdings Limited，SGX：GG7），在1975年由Cheng Buck Poh創立，在新加坡、馬來西亞、越南等承包鹰架、防腐蚀、隔热、耐火防火材料、一般土木工程等行業。
該總部位於47 Tuas View Circuit Singapore 637357。而股份在2008年8月22日於新加坡交易所主板上市，招股價為0.26坡元，發售股份為85,000,000股，集資額為22,100,000坡元。